# Wu-Massacre
Albums par Raekwon
Only Built 4 Cuban Linx... Pt. II
(2009) Shaolin vs. Wu-Tang
(2011)
Albums par Ghostface Killah
Ghostdini: Wizard of Poetry in Emerald City
(2009) Apollo Kids
(2010)
Albums par Method Man
4:21... The Day After
(2006)
Singles
1. Our Dreams
Sortie : 20 février 2010
2. Meth vs. Chef 2
Sortie : 9 mars 2010
3. Miranda
Sortie : 16 mars 2010
4. Dangerous
Sortie : 23 mars 2010

Wu-Massacre est un album collaboratif de Raekwon, Ghostface Killah et Method Man, tous trois membres du Wu-Tang Clan, sorti le 30 mars 2010.
L'album a été annoncé sur Internet par trois bandes-annonces rappelant le film Seven.
Le 25 novembre 2009, le producteur Allah Mathematics présente en avant-première le titre Meth vs. Chef Part II dans son émission de radio MathFiles.
La pochette est composée du portrait des trois rappeurs dessinés par Chris Bachalo, auteur de comics notamment pour Marvel. Le CD devait être vendu avec une bande dessinée de Chris Bachalo mettant en scène les rappeurs, mais cela n'a finalement pas abouti.

## Liste des titres
| No  | Titre | Contient un (des) sample(s) de | Durée |
| --- | --- | --- | ----- |
| 1.  | Criminology Part 2.5 (Interprété par Ghostface Killah et Method Man – Produit par BT)                                                 | I Keep Asking You Questions de Black Ivory Why Marry des Sweet Inspirations                                                                   | 1:59  |
| 2.  | Meth v.s. Chef Part II (Interprété par Method Man et Raekwon – Produit par Mathematics)                                               | Title Music de Rahul Dev Burman | 2:04  |
| 3.  | Ya Moms (skit) (Interprété par Method Man et Raekwon)                                                                                 | | 0:36  |
| 4.  | Smooth Sailing (Remix) (Interprété par Ghostface Killah et Method Man featuring Streetlife et Solomon Childs – Produit par Ty Fyffe)  | Half a Man de Bunny Sigler What's Beef? de The Notorious B.I.G.                                                                               | 2:59  |
| 5.  | Our Dreams (Interprété par Ghostface Killah, Method Man et Raekwon – Produit par RZA)                                                 | We're Almost There de Michael Jackson | 3:25  |
| 6.  | Gunshowers (Interprété par Method Man et Ghostface Killah featuring Sun God et Inspectah Deck – Produit par Digem Tracks Productions) | La-La Means I Love You des Jackson 5 | 2:59  |
| 7.  | Dangerous (Interprété par Raekwon, Ghostface Killah et Method Man – Produit par Mathematics)                                          | Explain It to Her Mama des Temprees | 3:55  |
| 8.  | Pimpin' Chipp (Interprété par Ghostface Killah – Produit par Emile)                                                                   | | 2:32  |
| 9.  | How to Pay Rent (skit) (Interprété par Raekwon featuring Tracy Morgan)                                                                | | 0:38  |
| 10. | Miranda (Interprété par Raekwon, Ghostface Killah et Method Man – Produit par Mathematics)                                            | Let It Be Me de Linda Jones | 3:02  |
| 11. | Youngstown Heist (Interprété par Ghostface Killah featuring Trife da God, Sheek Louch et Bully – Produit par Scram Jones)             | Life, Dreams, Death des Brothers Unlimited | 2:42  |
| 12. | It's That Wu Shit (Interprété par Ghostface Killah et Method Man featuring Kevin Cossom – Produit par Scram Jones)                    | Na Na Hey Hey Kiss Him Goodbye de Steam It's Your Rock de Fantasy Three Make the Music With Your Mouth, Biz de Biz Markie featuring T.J. Swan | 3:11  |

## Classements
| Classement / pays (2010) | Meilleure position |
| ------------------------ | ------------------ |
| Canadian Albums Chart    | 29                 |
| France                   | 128                |
| Billboard 200            | 12                 |
| Top R&B/Hip-Hop Albums   | 6                  |
| Top Rap Albums           | 2                  |